# David IV de Georgia
David IV el Constructor, también conocido como David II (en georgiano: დავით აღმაშენებელი, romanizado: Davit Aghmashenebeli; Kutaisi, Georgia 1073-Tiflis, Georgia 24 de enero de 1125), de la dinastía Bagrationi, fue rey de Georgia desde 1089 hasta 1125.
Popularmente considerado como el gobernante más grande y exitoso en la historia de Georgia, logró expulsar a los turcos selyúcidas del país, ganando la gran batalla de Didgori en 1121. Sus reformas en el ejército y la administración le permitieron reunificar el país y tomar gran parte de las tierras del Cáucaso bajo el control de Georgia. Tuvo buenas relaciones con la iglesia, y promovió la cultura cristiana. Fue canonizado por la Iglesia ortodoxa georgiana.

## Biografía

### Antecedentes
Según  la Vida del Rey de Reyes David, David fue el único hijo del rey Jorge II. Su nombre era el mismo del rey profeta David, del que la dinastía Bagrationi se decía descendiente.

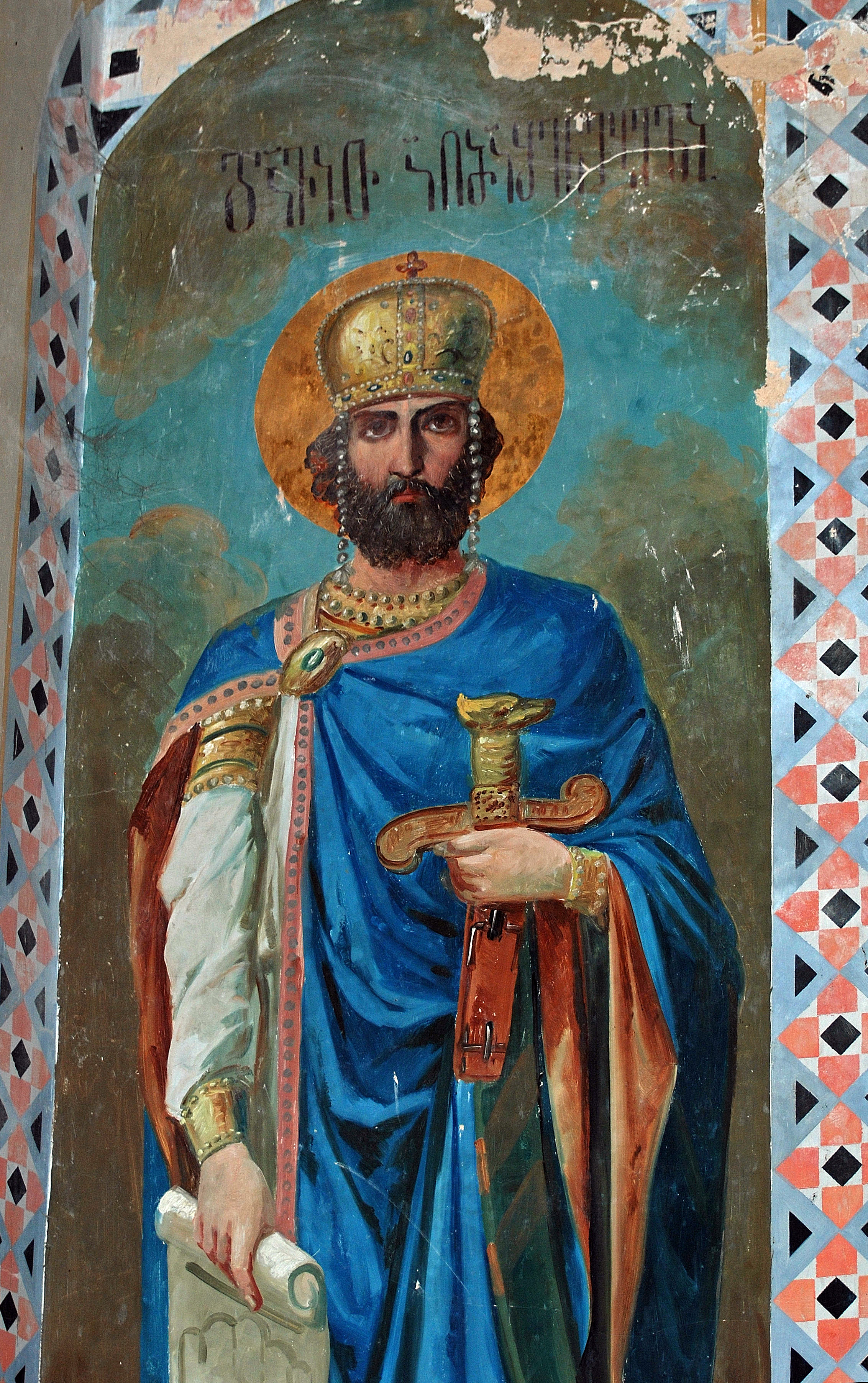
Fresco medieval de David IV en Monasterio Shio-Mghvime.

Jorge II se enfrentó a una grave amenaza para el reino de Georgia. El país fue invadido por los turcos selyúcidas, que formaban parte de la misma ola que invadió Anatolia, derrotando al Imperio bizantino y apresando al emperador Romano IV Diógenes en la batalla de Manzikert de 1071. Jorge se vio obligado a pedir la paz, convirtiéndose en tributario del sultán Malik Shah I en 1083, cuando David tenía 10 años.

### Acceso al trono
Viendo cómo su reino se precipitaba en el caos, Jorge II cedió el trono a su hijo David de 16 años en 1089. La documentación sugiere que Jorge murió alrededor de 1112, y que aunque retuvo el título hasta su muerte, ya no jugó un papel político significativo, pasando el poder David.

### Renacimiento del Reino
A pesar de su edad, David se involucró activamente en la vida política. Decidido a imponer el orden, centralizó la administración del estado, sometió a los señores feudales, y creó un nuevo tipo de ejército para enfrentarse a los turcos. Luego pasó a una ofensiva metódica, que expulsó a los selyúcidas de Georgia y del Cáucaso.  Entre 1089 y 1100, David organizó pequeños destacamentos para destruir tropas enemigas aisladas. También apoyó una red de espionaje altamente efectiva, y llevó a cabo el reasentamiento de población en las regiones devastadas, ayudando a recuperar las ciudades. Animado por el éxito inicial de las Cruzadas en Palestina, dejó de pagar la contribución anual a los selyúcidas y puso fin a su migración estacional a Georgia. En 1101, capturó la fortaleza de Zedazeni, y en los tres años siguientes liberó la mayor parte del este de Georgia.
Poco a poco, empujó a los selyúcidas fuera del país, recuperando cada vez más territorios, ya que tenían que enfrentarse, no solo a los georgianos, sino también a los cruzados En 1099 el poder de David era tan considerable que se negó a pagar el tributo a los turcos. En esa fecha, rechazó el título bizantino de panhypersebastos, indicando así que Georgia trataría al Imperio Bizantino solo con la base de la paridad.

### Campañas militares

Expansión del Reino de Georgia bajo David IV.

Después de la anexión del reino de Kakheti en 1105, David dirigió una fuerza punitiva contra los selyúcidas en la Batalla de Ertsukhi, entre 1110 y 1118.
Nuevos problemas surgieron ahora, ya que la población estaba cansada de luchar durante veinte años. David lo resolvió reformando sus fuerzas armadas y reasentando a 40.000 familias del pueblo kipchak del Cáucaso septentrional en Georgia en 1118–1120. Los kipchak se establecieron en diferentes regiones y fueron rápidamente cristianizados y asimilados por la sociedad georgiana.

Georgia al final del reinado de David IV.

Las potencias musulmanas se preocuparon por el incremento del poder del estado cristiano en  el sur de Caucasia. En 1121, el sultán Mahmud II (1118–1131) declaró la guerra santa a Georgia y reunió una gran coalición de estados musulmanes liderada por Ilghazi y Toğrul b. Muhammad. El tamaño del ejército musulmán no se conoce a ciencia cierta, variando las estimaciones de 250.000 a 600.000 hombres, pero todas las fuentes coinciden en que superaba ampliamente a los 56.000 guerreros georgianos. Sin embargo, el 12 de agosto de 1121, David derrotó al enemigo en la Batalla de Didgori, logrando la que se considera mayor victoria georgiana de su historia. Esta victoria convirtió a Georgia en una gran potencia militar y cambió el equilibrio regional.
Tras este éxito, David capturó Tiflis, el último enclave musulmán que quedaba de la ocupación de la ocupación árabe, en 1122, trasladando allí su capital. En 1123, el ejército de David liberó Dmanisi, el último bastión selyúcida en el sur de Georgia. Finalmente, en 1124, conquistó Shirvan y tomó la ciudad armenia de Ani al emir musulmán, expandiendo así las fronteras del reino hasta el río Aras
David el Constructor murió el 24 de enero de 1125, siendo enterrado en el monasterio de Gelati.